# Cadmiumphosphide
Cadmiumphosphide sind anorganische chemische Verbindungen des Cadmiums aus der Gruppe der Phosphide. Mit Tricadmiumdiphosphid Cd3P2, Cadmiumdiphosphid CdP2, Cadmiumtetraphosphid CdP4 sowie Cd7P10 und Cd6P7 sind mehrere Cadmiumphosphide bekannt.

## Gewinnung und Darstellung
Cadmiumphosphide können durch Reaktion von Cadmium mit Phosphor gewonnen werden. Je nach dem Temperatur, Verhältnis der Ausgangsstoffe und Verfahren entstehen die verschiedenen bekannten Phosphide, wobei Tricadmiumdiphosphid am einfachsten darzustellen ist. Es entsteht bei Temperaturen um 600 °C. Bei Überschuss an Phosphor entsteht Cadmiumdiphosphid und bei Temperaturen von 575 °C Cadmiumtetraphosphid.
{\displaystyle \mathrm {3\ Cd+2\ P+Cd_{3}P_{2}} }
{\displaystyle \mathrm {Cd+2\ P\longrightarrow CdP_{2}} }
{\displaystyle \mathrm {Cd+4\ P\longrightarrow CdP_{4}} }
Die Hochtemperaturform von Cadmiumdiphosphid kann durch Thermolyse von Ammoniumphosphat oder Quecksilberphosphat mit Cadmiumcarbonat und Kohlenstoff gewonnen werden. Tricadmiumdiphosphid kann auch aus Cadmiumphosphat gewonnen werden.

## Eigenschaften
| Name                       | Tricadmium- diphosphid           | Cadmium- diphosphid              | Cadmium- tetraphosphid           |                                  |                                  |
| -------------------------- | -------------------------------- | -------------------------------- | -------------------------------- | -------------------------------- | -------------------------------- |
| CAS-Nummer                 | 12014-28-7                       | 12133-44-7                       | 12050-26-9                       | 12689-75-7                       | 12400-38-3                       |
| PubChem                    | 159393                           |                                  |                                  |                                  |                                  |
| Summenformel               | Cd3P2                            | CdP2                             | CdP4                             | Cd7P10                           | Cd6P7                            |
| Molare Masse               | 399,18 g·mol−1                   | 174,3 g·mol−1                    | 236,3 g·mol−1                    | 1096,6 g·mol−1                   | 891,2 g·mol−1                    |
| Aggregatzustand            | fest                             | fest                             | fest                             | fest                             | fest                             |
| Kurzbeschreibung           | grauer Feststoff                 | orangeroter Feststoff            | schwarzer Feststoff              |                                  | grauer Feststoff                 |
| Schmelzpunkt               | 700 °C                           | 782 °C                           | 755 °C (Zersetzung)              |                                  |                                  |
| Dichte                     | 5,60 g·cm−3                      | 4,19 g·cm−3                      | 3,90 g·cm−3                      | 4,97 g·cm−3                      |                                  |
| GHS- Kennzeichnung         | \| keine Einstufung verfügbar \| | \| keine Einstufung verfügbar \| | \| keine Einstufung verfügbar \| | \| keine Einstufung verfügbar \| | \| keine Einstufung verfügbar \| |
| H- und P-Sätze             | siehe oben                       | siehe oben                       | siehe oben                       | siehe oben                       | siehe oben                       |
| H- und P-Sätze             | siehe oben                       |                                  |                                  |                                  |                                  |
| keine Einstufung verfügbar |                                  |                                  |                                  |                                  |                                  |

Tricadmiumphosphid ist ein in Form von grauen, glänzende Nädelchen oder Blättchen vorliegender Feststoff der löslich in Salzsäure unter Bildung von Monophosphan ist. Mit konzentrierter Salpetersäure erfolgt explosive Reaktion. Die Verbindung besitzt eine tetragonale Kristallstruktur vom Zinkphosphid-Typ (a = 87,6 pm, c = 123,0 pm). Cadmiumdiphosphid ist ein als orangefarbene bis rote Nädelchen vorliegender Feststoff der in zwei verschiedenen Modifikation vorliegt. Die Hochtemperaturform β-CdP2 besitzt eine tetragonale Kristallstruktur mit der Raumgruppe P41212 (Raumgruppen-Nr. 92) und den Gitterparametern a = 529 pm und c = 1974 pm. Die Niedertemperaturform α-CdP2 besitzt eine orthorhombische Kristallstruktur und wandelt sich bei 420 °C in die Hochtemperaturform um.  Cadmiumtetraphosphid ist ein schwarzer, stark reflektierender, kristalliner, sehr reaktionsträger Feststoff, der löslich in heißem Königswasser ist. Beim Erhitzen im Vakuum erfolgt Zerfall in die Elemente. Er besitzt eine monokline Kristallstruktur mit der Raumgruppe P21/c (Nr. 14) und den Gitterparametern a = 527 pm, b = 519 pm, c = 766 pm und β = 80,53°. Cd6P7 ist ein stahlgrauer Feststoff mit kubischer Kristallstruktur mit der Raumgruppe P43m (Nr. 215) und ein Halbleiter. Er kann aus den Elementen erhalten werden. Er ist nur bei Temperaturen zwischen 670 °C und 734 °C stabil und zerfällt darunter zu Cadmiumdiphosphid und Tricadmiumdiphosphid. Cd7P10 ist ein kristalliner Feststoff mit orthorhombischer Kristallstruktur und ein Halbleiter.